# Porte de Douai (Lille)
Pour les articles homonymes, voir Gare de Lille-Porte-de-Douai et Porte de Douai (métro de Lille).
La porte de Douai  est une ancienne porte de ville de l'enceinte de Lille édifiée en 1863 endommagée en 1916 et totalement détruite en 1925 qui était située sur le côté  sud de la place Fernig.

## Situation et accès
La porte de Douai était située au  sud  du quartier de Lille-Moulins à l’emplacement de la station de métro Porte de Douai - Jardin des Plantes (métro de Lille), précisément à l'entrée de l'actuelle avenue Louise Michel.

## Histoire

### La porte dans les fortifications des années 1860
La porte de Douai fait partie de l’enceinte de Lille construite dans les années 1860 lors de l’agrandissement de la ville décidé en 1858 englobant les communes de Wazemmes, Esquermes et Moulins-Lille.
Cette fortification formait un arc de cercle à grand rayon au sud des parties urbanisées des communes annexées qui se limitait à Moulins-Lille à la rue Buffon. Le rempart laissait à l’extérieur une partie de leur territoire, celui de Moulins s'étendant jusqu'à la limite de celui de Ronchin. 
La porte fut établie pour des raisons de sécurité militaire en décalage avec le tracé de la route directe de Douai.
La porte, haute de 9,30 mètres, large de 11,60 m, comprenait 4 passages, 2 pour les véhicules larges de 3,35 m, 2 pour les piétons larges de 1,60 m et 2 bâtiments de part et d’autre, l’un destiné au portier-consigne (agent chargé de l’ouverture et de la fermeture et dépositaire des clés), l’autre au corps de garde.

Elle était doublée par une avant-porte construite en briques comprenant également 4 passages.
La place ouverte en 1863 à l’entrée de la porte est dénommée place de Douai en 1872 puis place Fernig en 1880.
Les rues de Mulhouse et de Saint-Quentin sont ouvertes en même temps que la place pour la relier à la rue Fénelon et à la rue de Douai dans un espace non urbanisé qui ne sera construit qu’à la fin du XIXe siècle.
À l’intérieur du mur d’enceinte, un boulevard militaire est ouvert de la Noble Tour à la porte de Dunkerque. Sur ce boulevard (boulevard de Belfort vers la porte de Valenciennes, boulevard d'Alsace vers la porte d'Arras), une voie ferrée de ceinture réservée aux trains de marchandises, reliant la gare Saint-Sauveur aux docks du port-Vauban, est ouverte à cette époque.
La zone de servitude militaire au-delà des fortifications bastionnées à l'est de la porte de Douai était particulièrement vaste. C’était un champ de manœuvres s’étendant de la porte de Valenciennes jusqu’à proximité de Ronchin qui fut ensuite un terrain d’aviation de 1907 jusque vers 1950.
La création de cette nouvelle enceinte et de la porte  limite la rue de Douai à la partie de la route ancienne entre le boulevard établi sur l'ancienne zone non constructible (boulevard d'Italie, actuel boulevard Jean-Baptiste-Lebas) et le rempart. L'emplacement de la porte à l'est de la route de Douai limite la rue au boulevard militaire (actuel boulevard de Belfort) longeant l'enceinte. La partie de la route à l'extérieur de cette enceinte de la porte jusqu'à la limite communale de Lille (qui était celle de Moulins avant l'annexion de 1858) et de Ronchin devient la  rue du Faubourg-de Douai.   
La partie en courbe de cette rue dans la zone militaire en avant du rempart rejoignait le parcours direct qui se prolongeait par l’actuelle rue Jean-Jaurès à Ronchin.
Les troupes de l'armée allemande pénètrent à Lille par la porte de Douai le 12 octobre 1914 à l'issue du siège de la ville.
La porte et tout le quartier environnant sont très endommagés en 1916 par l'explosion des dix-huit ponts.

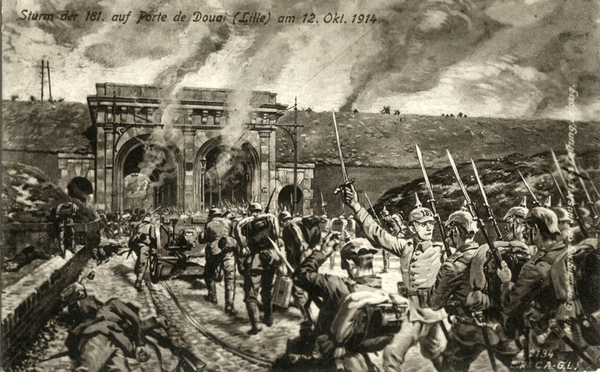
Attaque de  l’armée allemande
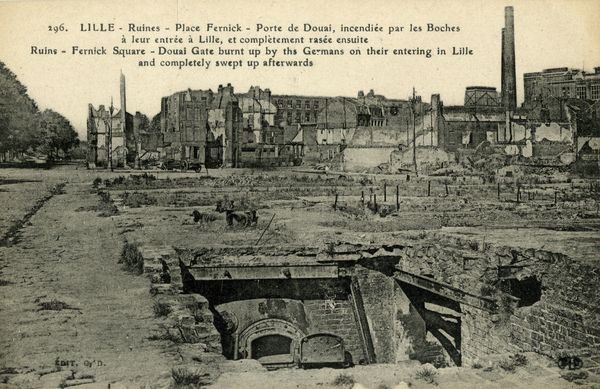
Porte de Douai détruite après l’explosion des dix-huit ponts

### Après le démantèlement des fortifications
Les vestiges de la porte de Douai endommagée par l'explosion des dix-huit ponts sont détruits en 1925. 
Le parcours direct est rétabli en 1931 sous le nom de rue Armand-Carrel après le démantèlement des fortifications. Celui en courbe à l’emplacement de la zone des fortifications qui s’amorce par l'avenue Louise Michel est interrompu par le boulevard périphérique créé à niveau à la fin des années 1950 puis en tranchée en 1970 avec passage sous le pont de la rue Armand-Carrel créé à cet effet.

## La porte de  Douai actuellement
Une passerelle piétons-cycles enjambant le boulevard périphérique a été créée dans l’axe de l'avenue Louise-Michel pour rejoindre le jardin des plantes et la rue qui contourne l’école de Plein Air reprenant une partie de l’ancien tracé dans la zone militaire sous le nom de rue du Jardin des plantes.
Cette rue rejoint la rue Armand-Carrel qui se prolonge par la rue du Faubourg-de-Douai qui conserve son nom jusqu’à l’entrée à Ronchin. 
La place Fernig est un espace piétonnier assez animé à proximité des établissements universitaires de Moulins.
La rue Armand-Carrel est un axe assez important de circulation à double sens reliant Lille à Ronchin dans le prolongement de la rue de Douai.
La rue Louise Michel est une voie secondaire en impasse bordée d'un côté par des maisons construites dans les années 1950, de l'autre par des terrains de sport.
Le boulevard périphérique est une coupure urbaine au nord de l'école de plein air et du jardin des plantes isolant celui-ci du lycée Baggio.